# 경상남도교육시설감리단
경상남도교육시설감리단(慶尙南道敎育施設監理團)은 지방교육자치에 관한 법률 제32조에 따라 교육시설 공사의 효율적 지도·감독을 위하여 경상남도교육청 산하에 설치된 소속기관이다.